# Klopentyksol
Klopentyksol, klopentiksol – organiczny związek chemiczny, pochodna tioksantenu, wprowadzona do lecznictwa w 1961 roku przez duńską firmę H. Lundbeck pod nazwą handlową Sordinol. 
Wykazuje silne działanie uspokajające, silne przeciwwytwórcze, umiarkowane przeciwautystyczne i słabe przeciwdepresyjne. Znalazł zastosowanie jako neuroleptyk w ostrej i przewlekłej schizofrenii oraz innych chorobach psychotycznych z bogatą symptomatyką wytwórczą. Obecnie w lecznictwie stosowany jest bardzo rzadko (po wprowadzeniu pochodnej o silniejszym, bardziej selektywnym działaniu – zuklopentyksolu).

## Preparaty
W Polsce dostępnym dawniej preparatem był Sordinol drażetki 0,01 g i 0,025 g (w postaci dichlorowodorku klopentyksolu) oraz Sordinol Depot do wstrzyknięć domięśniowych 0,2 g/1 ml (w postaci dekanonianu klopentyksolu).
Produkcji preparatów Sordinol zaprzestano w roku 2000.